# Altadis
Altadis é uma multinacional espanhola fornecedora e fabricante de cigarros, tabaco e charutos. Foi formada através de uma fusão em 1999 entre Tabacalera, o antigo monopólio espanhol do tabaco e SEITA, o antigo monopólio francês do tabaco. Por meio de suas participações internacionais, incluindo a propriedade da ex-Consolidated Cigar Holdings e metade do monopólio estatal do tabaco de Cuba, Habanos SA, Altadis era o maior produtor de charutos premium e de mercado de massa do mundo.
A empresa foi adquirida pela gigante britânica do tabaco Imperial Tobacco (agora Imperial Brands) em 2008, tornando-se uma subsidiária dela. 